# 竹見脩吾
竹見 脩吾（たけみ しゅうご、1985年 - ）は、日本の写真家でスポーツ写真を中心に活動する。

## 来歴
祖父・父ともに写真家の家系に、東京都で生まれる。高校卒業まではサッカー一筋。日本大学芸術学部写真学科在学中は、産經新聞社で契約カメラマンとして働きながら、マガジンハウスと共同通信社でもアシスタントとして経験を積む。2008年1月の第84回東京箱根間往復大学駅伝競走（箱根駅伝）では、日大チームの専属カメラマンとして同行撮影した。
大学卒業後は、カナダ・バンクーバーの「MINKEI NEWS VANCOUVER（バンクーバー経済新聞）」で勤務。米国通信社「ZUMA PRESS」のフォトグラファーを経て、フリーランスになる。
2010年バンクーバーオリンピック・2010年バンクーバーパラリンピックを撮影したのを契機に、同年に帰国後はスポーツ写真を中心に活動し、世界各国のパラリンピックスポーツの写真を新聞・雑誌に提供。
2011年に「東京2020オリンピック・パラリンピック招致委員会」公式フォトグラファーに就き、2013年9月の安倍晋三首相らによる招致プレゼン時に用いたイメージ写真の撮影などを担った。
「東京オリンピック・パラリンピック競技大会組織委員会」でもフォトグラファーを務め、開催前から2016年リオデジャネイロオリンピック閉会式フラッグ・ハンドオーバー・セレモニーの撮影や、広報誌「2020 たより」の連載記事などを担当する。
母校の日本大学芸術学部写真学科で、非常勤講師にも就く。

## 受賞
- 日本大学総長賞（学術・文化部門「写真」） - 学部創設60年以来2人目[12]
- 日本報道写真連盟賞[13]